# 羽鳥美由希
羽鳥 美由希（はとり みゆき）は、日本の女性声優、ナレーター。オフィスラダーズ所属。

## 主な出演・担当項目

### CM
- 日本航空「国内線家族応援キャンペーン」「スカイプラン」
- 山崎製パン「春のキャンペーン」
- HONDA「合同展示会」
- 明治乳業「V.A.A.M.」
- 昭和産業「オレインリッチ」
- 大正製薬「パブロン点鼻」

### テレビ番組
- X Games（スポーツ・アイ ESPN）
- イキイキ地球人！（ベターライフチャンネル）

### 駅自動放送
- 九州旅客鉄道（JR九州） - 九州新幹線・西九州新幹線
- 西武鉄道 - 新宿線系統の一部パーツのみ
- 東京地下鉄（東京メトロ） - 副都心線渋谷駅5・6番線の発車放送のみ（かつては副都心線・有楽町線の全駅および銀座線、丸ノ内線、東西線の一部パーツを担当していた）